# Alan Pardew
Alan Scott Pardew (Wimbledon, 18 juli 1961) is een Engels voetbalcoach en voormalig voetballer.

## Spelerscarrière
Pardew begon zijn carrière bij laagvliegers Whyteleafe, Epsom & Ewell, Corinthian-Casuals en Dulwich Hamlet. De eerste profclub waar Pardew speelde was Yeovil Town. Hierna vertrok Pardew naar Crystal Palace in de Second Division in 1987. In 1989 promoveerde hij met Crystal Palace naar de First Division en speelde hij het jaar erop tegen Manchester United in een verloren FA Cup-finale. In november 1991 verhuisde Pardew naar Charlton Athletic en werd er topscorer met tien goals in het seizoen 1992/93. In 1995 werd Pardew uitgeleend aan Tottenham Hotspur. Hij speelde er vier wedstrijden, waaronder een partij waarin Spurs haar zwaarste verlies ooit leed: 8-0 tegen FC Köln. Aan het eind van zijn carrière speelde Pardew nog als speler-coach bij Barnet en bij Reading.

## Trainerscarrière

### Reading
Pardews eerste wedstrijd als trainer kreeg hij bij de club die hij het laatst diende: Reading. Hij maakte er het seizoen af als interim-manager. Het seizoen erop zou hij officieel als trainer fungeren. Hij promoveerde naar de Division One in zijn tweede seizoen bij Reading. Het eerst seizoen in de Division One eindigde Pardew met Reading vierde.

### West Ham United
Aan het begin van het seizoen 2003/04 werd Pardew bij West Ham United aangesteld als hoofdcoach. In het eerste seizoen werd promotie net niet behaald, nadat in de play-offs verloren werd van Pardew's oude liefde Crystal Palace. In het seizoen daarna haalde Pardew en West Ham dan toch promotie naar de Premier League. West Ham werd negende en haalde de FA Cup-finale, dat het verloor van Liverpool na penalty's. Op 11 december 2006 werd Pardew ontslagen bij West Ham na tegenvallende prestaties.

### Charlton Athletic
Pardew ging echter vrijwel meteen aan de slag bij Charlton Athletic op 24 december 2006, dat op dat moment laatste stond in de Premier League. Hij degradeerde met Charlton naar de Championship. In het seizoen daarna, inmiddels seizoen 2007/08 eindigde Charlton slechts als elfde in de Championship. Pardew verliet de club op 22 november 2008 en ging bij een volgende club aan de slag op 17 juli 2009: Southampton.

### Southampton
Pardew leidde Southampton in zijn eerste seizoen direct naar de promotie play-offs van de League One, ondanks de tien minpunten die de club kreeg aan het begin van het seizoen. Ook won Pardew met Southampton de League Cup-finale in 2010, toen er 4-1 gewonnen werd van Carlisle United. Vijf maanden later werd hij ontslagen na een conflict met de voorzitter Nicola Cortese.

### Newcastle United
Op 9 december 2010 werd Pardew aangesteld bij Newcastle United dat uitkwam in de Premier League. Hij volgde de drie dagen eerder ontslagen Ier Chris Hughton op. Newcastle eindigde het seizoen als twaalfde. Pardew werd aan het eind van seizoen 2011/12 verkozen tot Premier League manager van het jaar, iets wat een Newcastle-trainer nog nooit gelukt was. Hij leidde Newcastle dat seizoen dan ook naar Europees voetbal en haalde de kwartfinale van de Europa League, dat het verloor van Benfica. Het seizoen seizoen 2012/13 eindigde Newcastle als zestiende. Dit kwam hem op behoorlijk wat kritiek van de achterban te staan. Het bestuur hield echter vertrouwen en Newcastle sloot het seizoen 2013/14 af als tiende. Halverwege het seizoen 2014/15 vertrok Pardew naar Crystal Palace. De club betaalde hiervoor ~ €4,5 miljoen.

### Crystal Palace
Op 29 december 2014 werd Neil Warnock ontslagen bij Crystal Palace FC, waar hij werd opgevolgd door Pardew. Diens eerste wedstrijd als trainer van Crystal Palace won hij, met 4-0 van Dover Athletic in de strijd om de FA Cup. De eerste competitiewedstrijd onder Pardew werd met 2–1 gewonnen van Tottenham Hotspur FC. Pardew eindigde het seizoen 2014/15 op de tiende plaats, de beste eindklassering van Crystal Palace ooit. Ook was hij de eerste trainer ooit in de Premier League die een club in de degradatiezone in de winter alsnog naar een top 10-eindklassering leidde aan het eind van het seizoen. Op 22 december 2016 werd hij ontslagen bij deze club. Crystal Palace stond op dat moment zeventiende in de Premier League.

### West Bromwich Albion
West Bromwich Albion ontsloeg Pardew op 2 april 2018. De club voelde zich daartoe gedwongen na acht nederlagen op rij in de Premier League. WBA had kort daarvoor in eigen huis verloren van Burnley en stond afgetekend op de laatste plaats. De club eindigde uiteindelijk als laatste en degradeerde naar de Football League Championship. Pardew was pas sinds eind november in dienst bij West Bromwich. Hij volgde destijds de ontslagen Tony Pulis op. Onder leiding van Pardew won de clubs slechts één wedstrijd in de Premier League. Hij werd opgevolgd door Darren Moore. 

### ADO Den Haag
Op 24 december 2019 werd bekend dat hij Alfons Groenendijk opvolgde als de trainer van ADO Den Haag. Hij tekende een contract tot het einde van het seizoen. Hierna volgde op 2 januari 2020 de presentatie. Pardew nam Chris Powell mee als assistent. Zijn eerste competitieduel verliep goed voor Pardew, er werd met 2-0 gewonnen van RKC Waalwijk. Door de coronacrisis werd de Eredivisie in maart voortijdig beëindigd en heeft Pardew uiteindelijk maar 8 wedstrijden bij ADO op de bank gezeten.
Op 23 november 2020 werd hij aangesteld als technisch directeur van het Bulgaarse CSKA Sofia.
1994: Ferguson · 1995: Dalglish · 1996–1997: Ferguson · 1998: Wenger · 1999–2000: Ferguson · 2001: Burley · 2002: Wenger · 2003: Ferguson · 2004: Wenger · 2005–2006: Mourinho · 2007–2009: Ferguson · 2010: Redknapp · 2011: Ferguson · 2012: Pardew · 2013: Ferguson · 2014: Pulis · 2015: Mourinho · 2016: Ranieri · 2017: Conte · 2018–2019: Guardiola · 2020: Klopp · 2021: Guardiola · 2022: Klopp · 2023–2024: Guardiola